# Leptoneta hongdoensis
Espèce
Leptoneta hongdoensis est une espèce d'araignées aranéomorphes de la famille des Leptonetidae.

## Distribution
Cette espèce est endémique de Corée du Sud.

## Étymologie
Son nom d'espèce, composé de hongdo et du suffixe latin -ensis, « qui vit dans, qui habite », lui a été donné en référence au lieu de sa découverte, l'île Hongdo.

## Publication originale
- Paik, 1980 : The spider fauna of Dae Heuksan-do Isl., So Heuksan-do Isl. and Hong-do Isl., Jeunlanam-do, Korea. Kyungpook Education Forum, Kyungpook National University, vol. 22, p. 153-173.